# Shōji Sato
Sato Shōji (佐藤商事 Shōji Sato?) también conocida como Sato Shōji Corporation es una empresa japonesa especializada en el comercio.

## Historia
- En 1930 el personal funda la empresa, bajo el nombre comercial de tiendas de Hagane (Sato) en Kayabachō, Tokio.[4]
- En 1937 se reorganiza como Sato Shōji Corporation, una sociedad anónima. (capital 300.000¥)
- En 1949 se establece como Sato Shōji Corporation Ltda., (capital de 5.000.000¥)
- En 1954 se establecen en Osaka Branch, Niigata Branch, las ramas de Akita y Fukushima respectivamente.
- En 1955 funda su fábrica de vajilla occidental (ahora Nippon Vajilla Co., Ltd.).[4]
- En 1956 se establece una nueva sucursal en Nagoya, bajo el nombre de Nagoya Branch.
- En 1957 en Mikami se establece una sucursal de automóviles bajo el nombre de Kogyo Co., Ltd. (actualmente Sato Logistics Co., Ltd.).
- En 1960 se establece Nippon Gear Co., Ltd. y Hiroshima Branch, está última en Hiroshima.
- En 1962 la segunda sección de la compañía empieza su cotización en la bolsa de Tokio. Se establecen a su vez las ramas de Hamamatsu y Shiga.[4]
- En 1963 se establece la rama Sapporo.
- En 1964 se establece la rama Ota.
- En 1965 se establece la rama Sendai.
- En 1966 se sacan al mercado nuevos productos en Nagoya Branch (ahora Nagoya life Branch).
- En 1969 se establece la rama en Minami, Osaka (actualmente Osaka life Branch).
- En 1970 se establece Kanagawa Branch.
- En 1972 se establecen las ramas en Shizuoka y Hiroshima (de bienes) (ahora Hiroshima life Branch).
- En 1973 se crea una nueva rama en Nagaoka. Se establece Yamagata Branch Co., Ltd.. Se crea la rama de Saitama, y se sacan al mercado nuevos productos en Fukuoka Branch (ahora filial del departamento de Hiroshima Fukuoka life Office)
- En 1974 se completa el centro de bobinas de Kanagawa. Se establecen las sucursales Kumamoto Branch y Yamagata Branch.
- En 1983 crea un Tochigi Branch.
- En 1986 se funda "NKK" → como su siguiente empresa comercial específica.
- En 1988 se ordena específicamente en la primera sección de la bolsa de Tokio.
- En 1992 se crea el centro de distribución en Niigata.
- En 1995 se contrata a Danske como la agencia de ventas de la compañía.
- En 1996 se crea la oficina de representación en Indonesia. Se crea a en Tosu una nueva sucursal (ahora Kyushu Branch).
- En 2000 se celebra el aniversario #70.[4]
- En 2001 se establecen Koriyama branch y la central de aluminio Western
- En 2002 se establece el departamento de Iwate (actualmente, Iwate branch)
- En 2003 se establece a SATO Niigata Co., Ltd como centro de fabricación y se convierte en uno de sus subsidiarios (actualmente, NK TECH K.K.)
- En 2004 se establece el departamento de materiales electrónicos. Se establece THAI SATO TABLEWARE CO., LTD.
- En 2005 se establece el departamento en Shanghai. se establece la sección de desarrollo de negocios (actualmente, departamento de desarrollo de negocios).
- En 2006 se establece Tohoku branch.
- En 2007 se establece Tomakomai branch. Se establecen SATO SHOJI THAILAND CO., LTD y Shanghai-Sasho Trade Co., Ltd convirtiéndose en otros de sus subsidiarios.
- En 2008 se establece UNT JAPAN (actualmente, SATO GENETEC CORPORATION).
- En 2009 se establece Toyama branch.
- En 2010 celebración del aniversario #80.[4]
- En 2011 adquiere la certificación de la ISO 14001.
- En 2012 se establecen sus sucursales en YUASA SATO (THAILAND) CO., LTD. y PT.SATO-SHOJI INDONESIA, convirtiendo a esta última en una de sus subsidiarias.
- En 2015 se establecen SATO HOME & PRODUCTS CO., LTD. (convirtiendo a esta en una de sus subsidiarias) y SATO TECHNO SERVICE (THAILAND) CO., LTD..[4]

## Personal de alta dirección

### Directores y auditores
- Kazuo Murata - presidente en jefe[2]
- Tetsuro Nagase - presidente
- Yoshiaki Taura - director en jefe[2]
- Masatoshi Otowa - director
- Tetsuo Nozawa - director
- Osamu Saito - consejero externo
- Norihiro Aiba - auditor en jefe[2]
- Nobuhiko Sawa - auditor
- Yoshio Hara - auditor[2]

### Trabajadores corporativos
- Kazuo Murata - presidente en jefe[2]
- Tetsuro Nagase - presidente
- Yoshiaki Taura - ejecutivo general superior[2]
- Masatoshi Otowa - delegado de gestión
- Tetsuo Nozawa - delegado de gestión
- Kiichirou Murakami - delegado de gestión[2]
- Masayuki Akimoto - director corporativo
- Kazuo Komatsu - director corporativo
- Kei Fujimoto - director corporativo
- Seiichi Ono - director corporativo
- Akio Uchida - director corporativo
- Masami Urano - director corporativo[2]
- Tsuyoshi Shirahata - encargado corporativo
- Masahiro Nishiyama - encargado corporativo
- Kazunori Suga - encargado corporativo
- Akihiko Ito - encargado corporativo[2]

## Empresas afiliadas

### Japón
- METAL ACT CO., LTD.
- SATO CHEMIGLASS CORPORATION
- NK TECH K.K.
- planta industrial de Niigata
- NIHON YOSHOKKI CO., LTD.
- SATO BUTSURYU K.K.
- SHONAN KAKOU K.K.
- SEKINE KOZAI K.K.
- SATO GENETEC CORPORATION
- YAMAGATA CLUTCH K.K.
- NEPON Inc.
- FORPET K.K.
- CHUETSU PRECISION WORKS CO., LTD.
- FUJI JIDOSHA KOGYO CO., LTD.

### Otros países
- SATO SHOJI HONG KONG CO., LTD.[1]
- SATO SHOJI SHANGHAI CO., LTD.
- SATO-SHOJI (THAILAND) CO., LTD.
- SATO TECHNO SERVICE (THAILAND) CO., LTD.
- SATO SHOJI (SHENZHEN) CO., LTD.
- SATO-SHOJI (VIETNAM) CO., LTD.
- SATO SHOJI KOREA CO., LTD.
- PT.SATO-SHOJI INDONESIA
- UCHIDA-SATO TECH (THAILAND) CO., LTD.
- YUASA SATO (THAILAND) CO., LTD.
- SOGABE (SUZHOU) GEAR REDUCER CO., LTD.
- SATO HOME & PRODUCTS CO., LTD.[1]

### Empresas del grupo
- SANSHIN KOGYO K.K.
- TOKYO SEISAKUJYO CO., LTD.
- SUNBEAM CO., LTD.
- THAI KJK CO., LTD.
- THAI SATO TABLEWARE CO., LTD.
- HAGURO GAKUEN JIGYOBU
- HAGURO HIGH SCHOOL
- HOTEL MANKOEN